# Jalostotitlán
Jalostotitlán es una ciudad de la región Altos Sur del estado de Jalisco, México. Según el censo de 2020, tiene una población de 24 890 habitantes. Es la cabecera del municipio homónimo.
Fue parte de la Intendencia de Guadalajara. Es parte de la macrorregión del Bajío de México. Se le conoce como El Corazón de los Altos.[cita requerida]

## Toponimia
El nombre Jalostotitlán tiene su origen en la conjunción de las palabras en náhuatl Xalli («arena»), oztotl («cueva») y tlan («lugar»), lo que se traduce como: «lugar entre las cuevas de arena».

## Historia

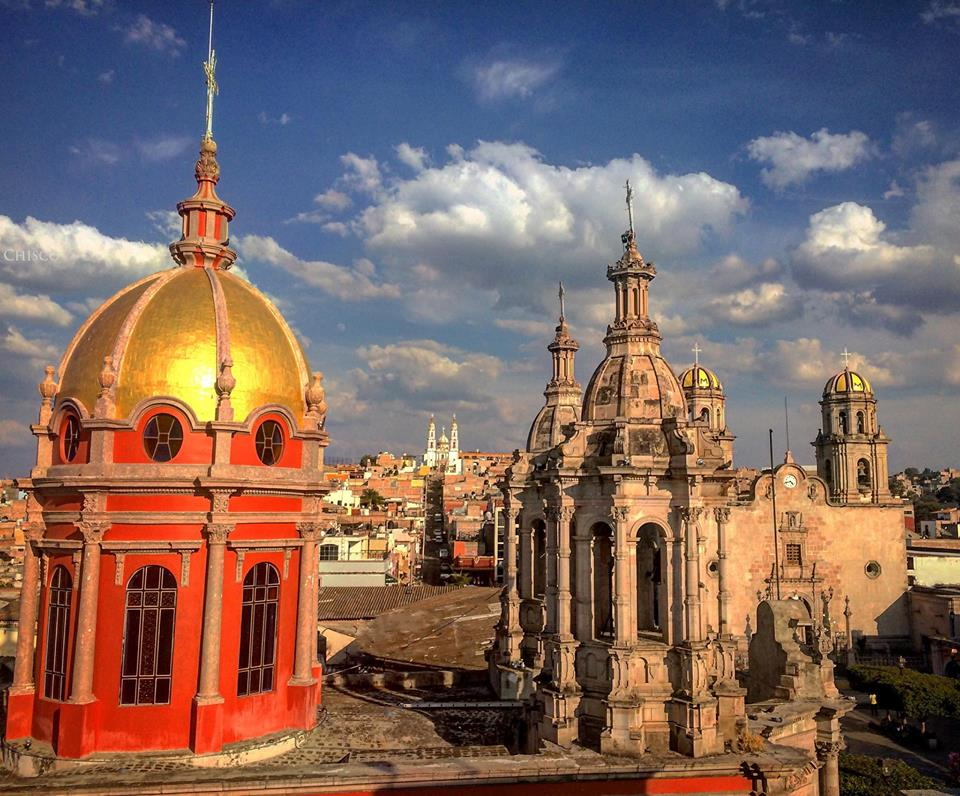
Panorama de Jalostotitlán

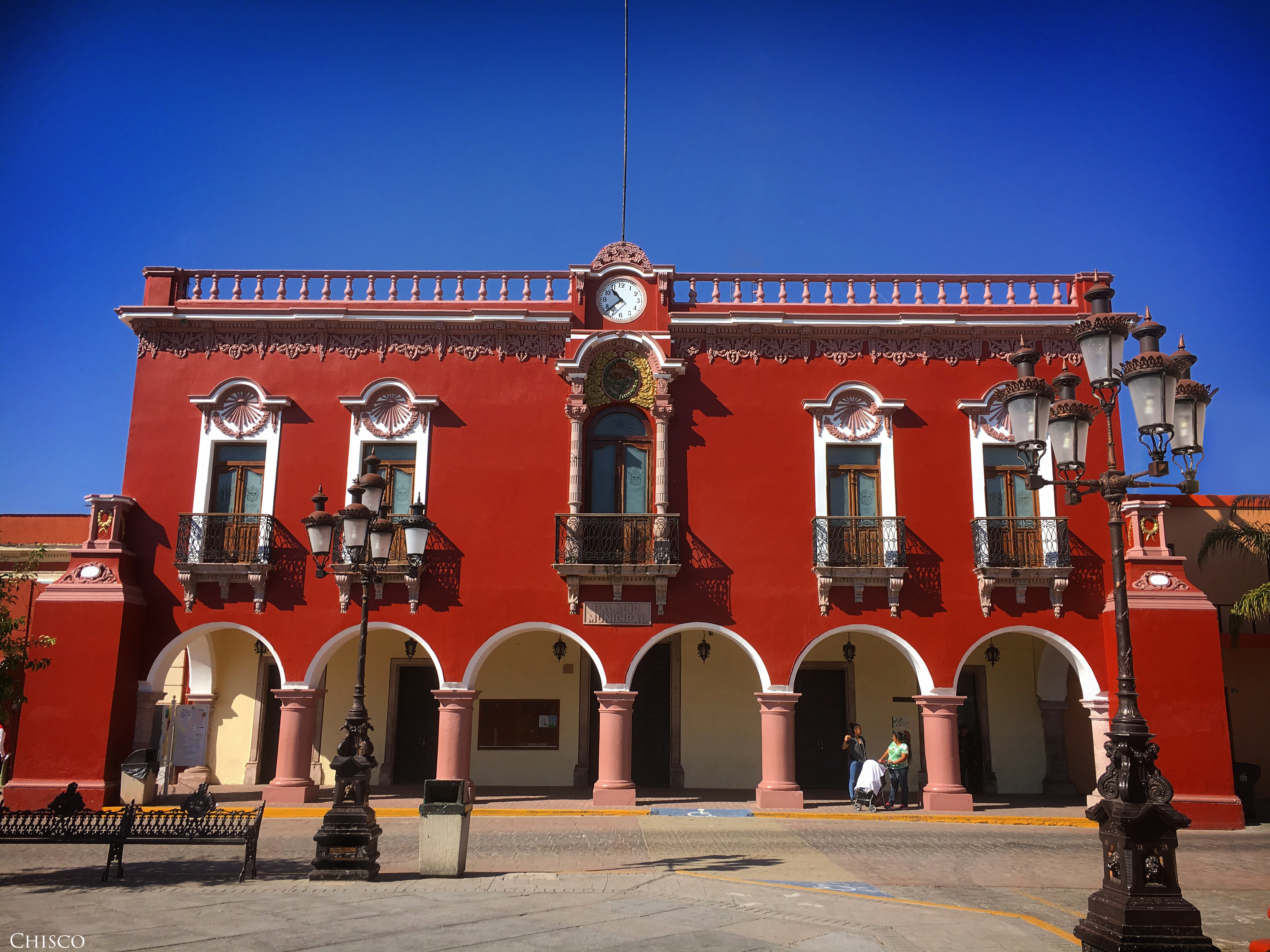
Edificio neoclásico del

Los primeros pueblos que habitaron la región fueron las naciones chichimecas, nombre que daban los mexicas a un conjunto de pueblos originarios que habitaban el centro y norte del país.
Fue señorío independiente de raza tecuexe y cascana, tenía avasallados a los pobladores de Teocaltitán, un centro abundante de teocalis, Temacapulín y Atonayalco, conocido ahora como San Miguel el Alto. En 1164 y años subsiguientes tuvieron que resistir las acometidas de los aztecas o mexicas, quienes después de permanecer por espacio de 40 años en Teocaltiche prosiguieron al centro de lo que ahora es la república mexicana
Permanecía Nuño de Guzmán en Poncitlán cuando decidió realizar la conquista de Tonalá, encomendando al capitán Pedro Almíndez Chirinos que explorase las regiones de Teocaltiche y Acatic; Chirinos con 50 hombres a caballo, 300 a pie y 500 tarascos y tlaxcaltecas; partió el mes de agosto de 1530 por Cuitzeo, recibiendo a su paso el vasallaje de los caciques de Juanacatlán, Tezcualtitán, Matatlán, Acatic y Temacapulín.
En 1541 los naturales destruyeron la capilla de paja levantada por los misioneros, incendiaron sus viviendas y se remontaron a los cerros, uniéndose ulteriormente a los aborígenes de Nochistlán en el cerro que ahora se denomina de San Miguel, durante la Guerra del Mixtón. El virrey Antonio de Mendoza les perdonó la vida a los sobrevivientes, a condición de que regresaran a poblar nuevamente los sitios en donde moraban.
Fue así como los naturales de Jalos retornaron y refundaron su pueblo; pero a los más belicosos se los llevó a Zoquipan y Zapopan, a fines de 1541.
Después de la conquista al quedar sujeto a la corona de España, este lugar fue repoblado al mando del capitán Francisco Vázquez Coronado, cuyo lugarteniente Cristóbal de Oñate ejerció una jurisdicción muy recta con los naturales. Los indígenas de Jalostotitlán fueron los primeros en adherirse a los rebeldes en la famosa Rebelión del Mixtón de Nochistlán, tomando las armas con los rebeldes a las órdenes del capitán de los indígenas Tenamaxtli, cacique zacatecano que lanzó su primer ataque contra los españoles en 1541.
Pacificada la provincia por el virrey Antonio de Mendoza, los de Jalos se entregaron a sus labores de labranza y tejidos de algodón.
El fundador de Jalostotitlán fue Fray Miguel de Bolonia en 1544; ya en 1583 estaba dividido en cuatro barrios: La Cruz, San Andrés, San Nicolás y Santa Rosa.
En 1825 tenía ayuntamiento y en 1838 la categoría de pueblo, y desde 1825 hasta 1870 perteneció al 2.º cantón de Lagos y desde esa fecha al 11.º cantón de Teocaltiche.
El 21 de mayo de 1872, se erige un departamento en las municipalidades de Jalostotitlán y San Miguel el Alto. Las comisarías de Cañadas y Temacapulín se agregan a Jalostotitlán. Por decreto número 8617, publicado el 1.º de septiembre de 1970, se eleva a la categoría de ciudad la villa de Jalostotitlán, cabecera del municipio del mismo nombre.
Jalostotitlán además tuvo una gran participación en el levantamiento cristero pues esta población luchó con fuerza para defender su fe. En 1900 nació en este municipio Toribio Romo González, quien fue sacerdote de 1922 a 1927. El presbítero fue asesinado en 1928 por militares de la época. Fue canonizado el 21 de mayo de 2000 por el papa Juan Pablo II.

### Cronología de hechos históricos
| 1530 | Conquista de la región por los españoles, al mando de Nuño de Guzmán.                                                                 |
| 1544 | Fundación de la población por Fray Miguel de Bolonia.                                                                                 |
| 1824 | En el decreto del 27 de marzo, Jalostotitlán ya se encuentra asentado como municipio.                                                 |
| 1927 | El día 3 de julio, cristeros de este municipio fueron duramente atacados por las tropas federales del General Cornejo                 |
| 1970 | El primero de septiembre, se publicó el decreto número 8617, por el cual la villa de Jalostotitlán se elevó a la categoría de ciudad. |

## Geografía

### Localización
La ciudad de Jalostotitlán se localiza en el noreste del estado de Jalisco, dentro del municipio homónimo, hacia el centro-sur del mismo. Se sitúa a una altura media de 1750 m s. n. m.

### Clima
Los datos históricos de estaciones climatológicas cercanas a Jalostotitlán, indica que la totalidad del municipio de Jalostotitlán (100 %) tiene clima semicálido semihúmedo de acuerdo a la clasificación hecha por Köeppen. 
De acuerdo con el Sistema de Información Estadística y Geográfica de Jalisco (SIEG, 2014), la temperatura media anual registrada en el municipio de Jalostotitlán es de 18.7 °C, mientras que sus máximas y mínimas promedio oscilan entre 32.3 °C y 3.9 °C respectivamente, siendo en el mes de junio cuando se registran las temperaturas más elevadas y el mes de enero las más frías.
| Parámetros climáticos promedio de Jalostotitlán | Parámetros climáticos promedio de Jalostotitlán | Parámetros climáticos promedio de Jalostotitlán | Parámetros climáticos promedio de Jalostotitlán | Parámetros climáticos promedio de Jalostotitlán | Parámetros climáticos promedio de Jalostotitlán | Parámetros climáticos promedio de Jalostotitlán | Parámetros climáticos promedio de Jalostotitlán | Parámetros climáticos promedio de Jalostotitlán | Parámetros climáticos promedio de Jalostotitlán | Parámetros climáticos promedio de Jalostotitlán | Parámetros climáticos promedio de Jalostotitlán | Parámetros climáticos promedio de Jalostotitlán | Parámetros climáticos promedio de Jalostotitlán |
| Mes                                             | Ene.                                            | Feb.                                            | Mar.                                            | Abr.                                            | May.                                            | Jun.                                            | Jul.                                            | Ago.                                            | Sep.                                            | Oct.                                            | Nov.                                            | Dic.                                            | Anual                                           |
| ----------------------------------------------- | ----------------------------------------------- | ----------------------------------------------- | ----------------------------------------------- | ----------------------------------------------- | ----------------------------------------------- | ----------------------------------------------- | ----------------------------------------------- | ----------------------------------------------- | ----------------------------------------------- | ----------------------------------------------- | ----------------------------------------------- | ----------------------------------------------- | ----------------------------------------------- |
| Temp. máx. abs. (°C)                            | 35.0                                            | 35.0                                            | 36.0                                            | 40.0                                            | 41.0                                            | 42.0                                            | 39.0                                            | 39.0                                            | 38.0                                            | 36.0                                            | 33.0                                            | 31.0                                            | 42.0                                            |
| Temp. máx. media (°C)                           | 24.4                                            | 26.2                                            | 28.9                                            | 31.1                                            | 33.0                                            | 31.5                                            | 28.6                                            | 28.1                                            | 27.4                                            | 27.1                                            | 26.3                                            | 24.2                                            | 28.1                                            |
| Temp. media (°C)                                | 13.2                                            | 14.7                                            | 17.1                                            | 19.6                                            | 22.1                                            | 22.5                                            | 20.8                                            | 20.2                                            | 19.6                                            | 17.9                                            | 15.4                                            | 13.6                                            | 18.1                                            |
| Temp. mín. media (°C)                           | 2.1                                             | 3.2                                             | 5.2                                             | 8.1                                             | 11.2                                            | 13.4                                            | 12.9                                            | 12.4                                            | 11.8                                            | 8.8                                             | 4.4                                             | 2.9                                             | 8.0                                             |
| Temp. mín. abs. (°C)                            | -8.5                                            | -10.0                                           | -4.0                                            | -3.0                                            | 2.0                                             | 4.0                                             | 5.5                                             | 4.0                                             | 1.0                                             | -1.0                                            | -5.0                                            | -6.0                                            | -10.0                                           |
| Precipitación total (mm)                        | 15.0                                            | 6.1                                             | 3.8                                             | 7.9                                             | 18.1                                            | 125.9                                           | 197.7                                           | 181.5                                           | 117.6                                           | 43.5                                            | 9.3                                             | 11.1                                            | 737.5                                           |
| Días de precipitaciones (≥ 1 mm)                | 1.7                                             | 0.8                                             | 0.6                                             | 1.0                                             | 2.6                                             | 11.2                                            | 16.7                                            | 16.3                                            | 11.0                                            | 5.1                                             | 1.3                                             | 1.7                                             | 70.0                                            |
| Fuente: Servicio Meteorológico Nacional         |                                                 |                                                 |                                                 |                                                 |                                                 |                                                 |                                                 |                                                 |                                                 |                                                 |                                                 |                                                 |                                                 |

## Economía

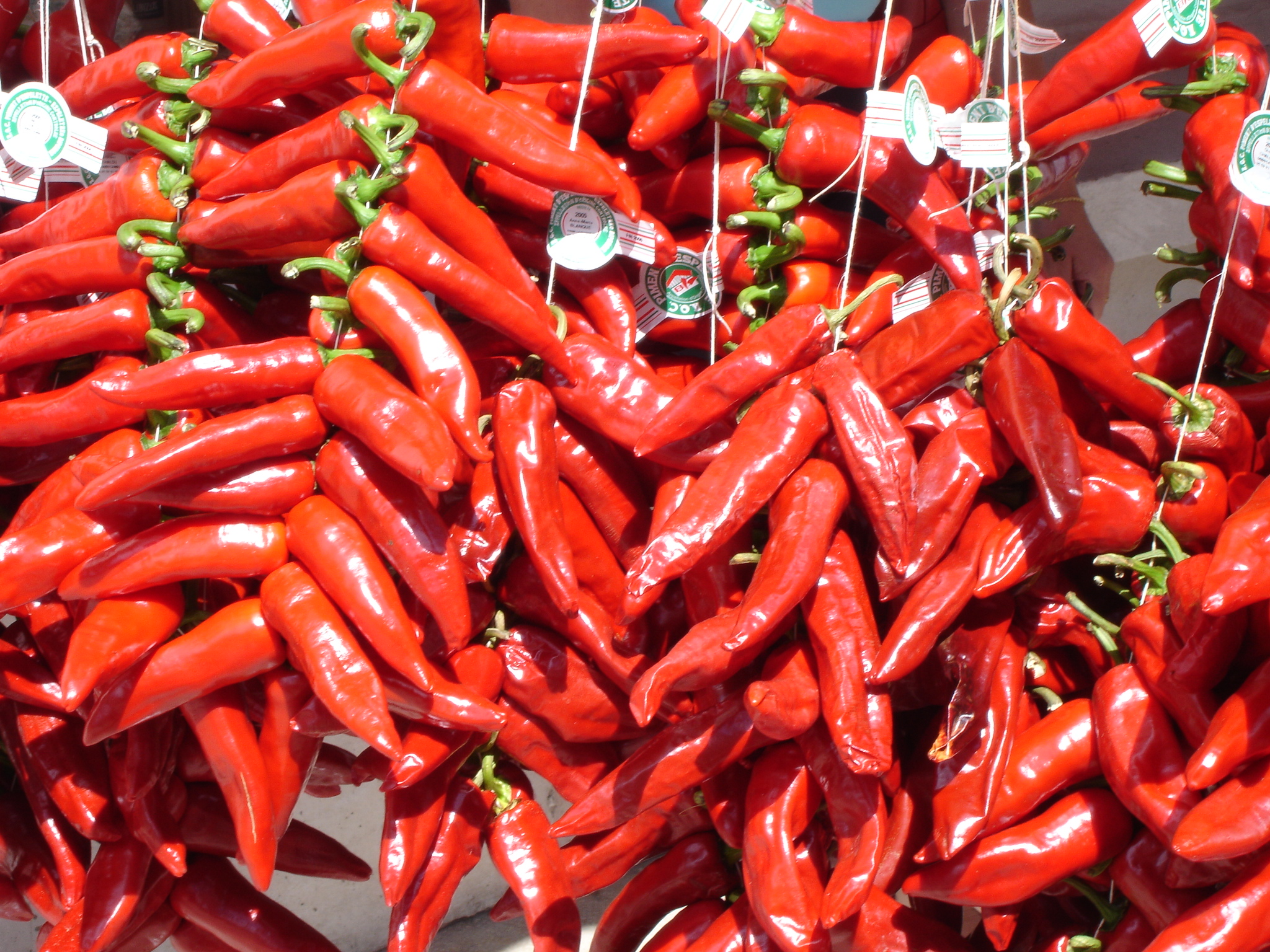
Se cultiva chile en el municipio

Ganadería: se cría ganado bovino, ovino  , porcino avicultura y apicultura.
Porcicultura: Jalostotitlán es uno de los principales productores de cerdo en el estado, produciendo más de 3,500 cerdos en pie semanales.
Agricultura: destacan el maíz, alfalfa, sorgo, maguey tequilero, trigo, garbanzo, linaza, chile y frijol.
Comercio: predominan los establecimientos dedicados a la venta de productos de primera necesidad y los comercios mixtos que venden artículos diversos.
Industria: la industria manufacturera capta un buen número de mano de obra, destacando la incrustación de madera, curtidurías, le sigue en importancia la industria de la construcción, además de la fabricación de muebles y objetos de madera, fabricación de tejidos de algodón calados y deshilados.
Servicios: se prestan servicios financieros, profesionales, técnicos, comunales, sociales, personales y de mantenimiento.
Explotación forestal: se explota el encino y el mezquite en menor proporción.
Minería: existen yacimientos de minerales no metálico como caolín, cantera y piedra caliza.
Pesca: se captura carpa y tilapia (carpa).

### Bancos
Dentro de los servicios bancarios, Jalostotitlán cuenta con las siguientes instituciones financieras:
- HSBC
- BBVA Bancomer
- Santander
- COOP cooperativa financiera
- Banco Azteca

## Arquitectura

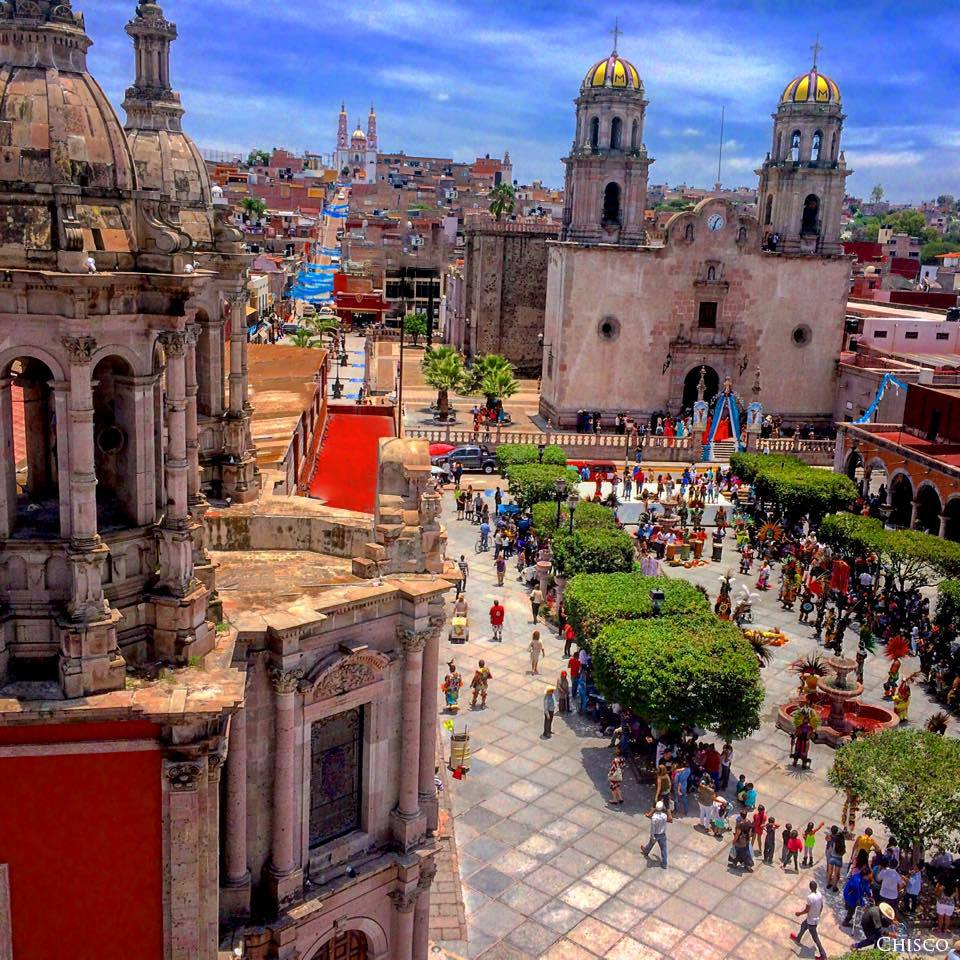
Parroquia de Jalostotitlán y plaza Alfredo R Plasencia

### Religiosa

#### Parroquia de Nuestra Señora de la Asunción
La Parroquia de Nuestra Señora de la Asunción se comenzó a construir en 1622 y se dedicó en 1736. Su fachada es toda en cantera rosa con dos torres de dos cuerpos, la ventana coral es rectangular, enmarcada con relieves de flores y hojas en cantería; arriba hay un nicho con pequeña escultura y con venera. En el interior la cúpula semiesférica tiene ventanas ovaladas con vitrales. El retablo principal muestra algunos elementos barrocos, como son las columnas tritóstilas que flanquean cinco nichos con esculturas, destacando al centro la imagen de la Virgen de la Asunción. 
En el interior del templo se encuentra un altar de cantera cubierto en oro de 18 quilates y la imagen de Nuestra Señora de la Asunción. Los murales que pueden observarse dentro fueron pintados por el Rosalío González, natural de Jalostotitlán, creados para la coronación pontificia en 1948, los cuales representan: El ofrecimiento, La Asunción y El Dogma de Fe por el papa Pio XII.

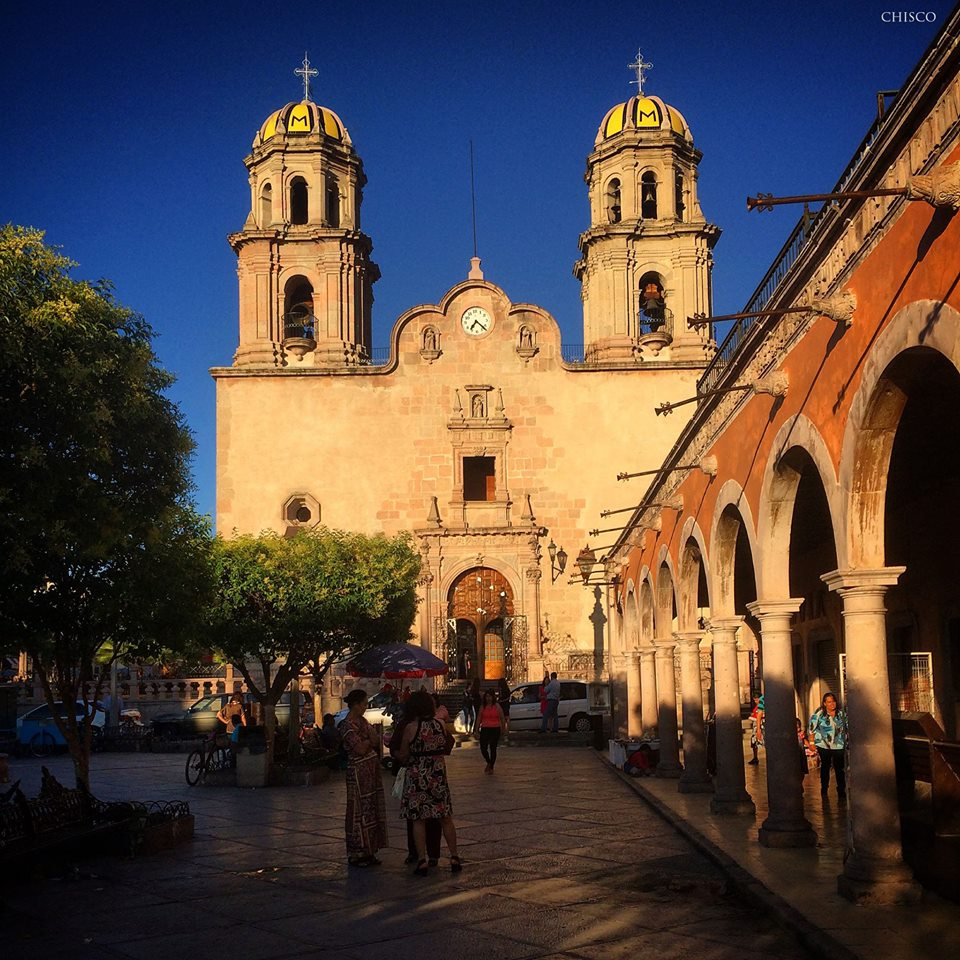

##### Imagen de la Virgen de la Asunción

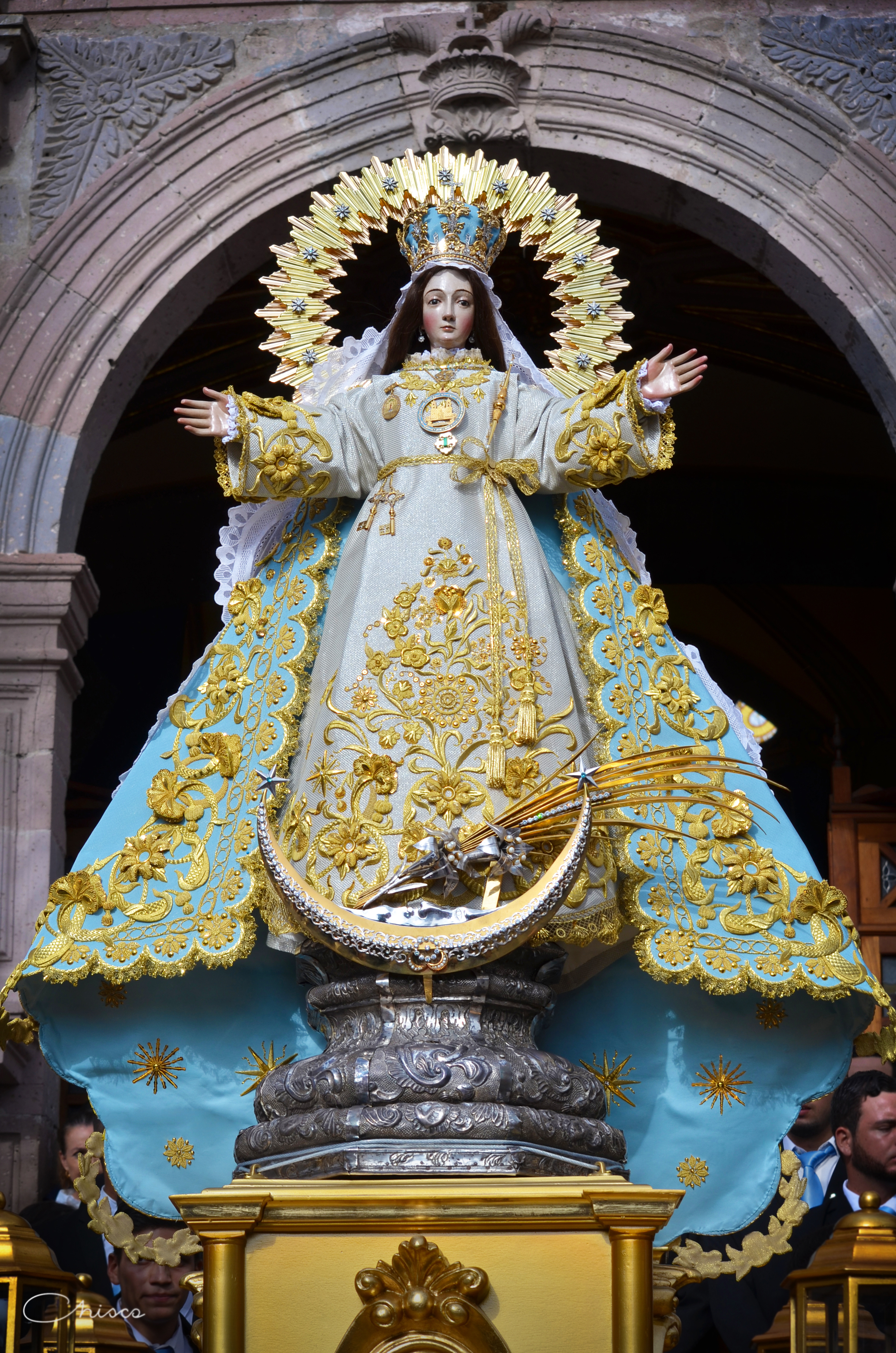
La imagen de la Virgen de la Asunción, patrona de Jalostotitlán Jalisco México

La Patrona de la Parroquia tiene una historia centenaria, durante la cual ha crecido el culto que se le profesa.
La imagen de la Virgen de la Asunción se venera en Jalostotitlán, mediante un quincenario durante el mes de agosto. 
En 1917 se declaró nuevamente patrón titular de la parroquia al Divino Salvador, pero el pueblo consideraba como patrona a la Virgen de la Asunción pues ya desde tiempo atrás es venerada; sin embargo, desde la erección de la parroquia el titular ha sido el Divino Salvador y por lo tanto, es a quién correspondía el mayor culto.
Durante la Guerra Cristera la imagen se ocultó en una casa particular con el afán de que no fuera destruida. En 1947 durante la ceremonia de bendición del nuevo retablo de la parroquia el Exmo. Sr. Cardenal Garibi Rivera nombró patrona titular a la Virgen de la Asunción de la parroquia. Su coronación Pontificia ocurrió el 15 de agosto de 1948 bajo el cargo del Sr. Cura S. Quezada Limón, con grandes festejos.
La más reciente restauración estuvo a cargo del cura Miguel Ángel Pérez en el año 2001, bajo el escultor Juan José Méndez, en la cual se le colocaron brazos de madera, sustituyendo unos de lienzo, y se inervino en el cuerpo.

#### Templo del Sagrado Corazón

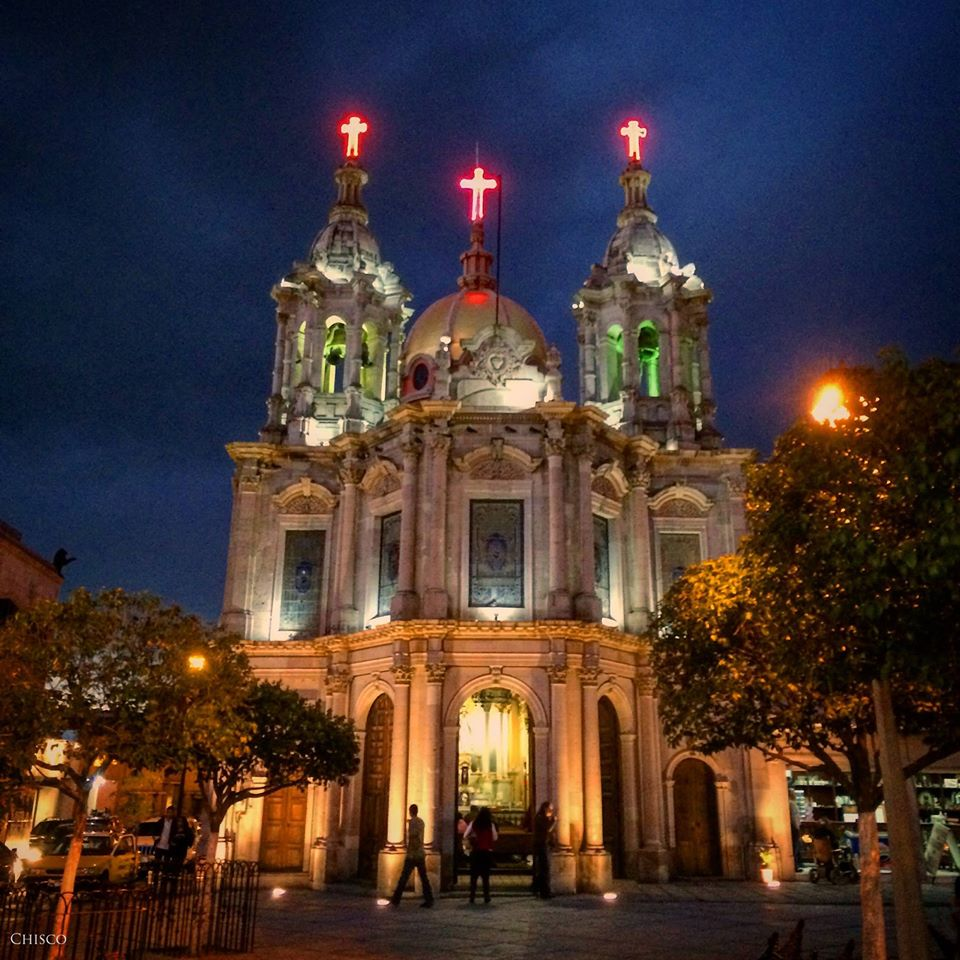
Templo del Sagrado Corazón de Jesús

El templo del Sagrado Corazón data del siglo XIX (1808), su fachada es de estilo ecléctico con dos torres de un cuerpo que ostentan columnas de capitel compuesto; la cúpula es semiesférica con linternilla. El interior tiene planta de cruz latina, ostentando relieves vegetales en los muros, en las pechinas y en la cornisa corrida a lo largo de los muros. El retablo neoclásico tiene una escultura del Sagrado Corazón, flanqueada por columnas de capitel compuesto, color blanco-oro.
Uno de los templos más emblemáticos ya que en diferentes épocas, albergó a las Vírgenes más importantes de Jalisco, las cuales se localizan en diferentes puntos del estado, como la veneradísima Virgen de la Expectación conocida como la Virgen de Zapopan, a San Juan de los lagos llevaron la imagen de la Inmaculada Concepción o Virgen de San Juan de los Lagos y en Jalostotitlán permaneció la imagen de Nuestra Señora de la Asunción.

### Civil
Otras construcciones que destacan son las del Santuario de Pablo; el Portal de la Unión, construido en 1829; el Palacio Municipal, que data de 1921 y es llamado Casa de Gobierno; y el Centro Cultural de estilo colonial mexicano y edificado en fecha reciente.

## Arte
Murales pintados en la parroquia de Nuestra Señora de la Asunción,  por el muralista maestro Rosalío González y por Leonardo De la mancha
El mural de Alfredo Soto, se ubica en el Palacio Municipal, ocupando los muros y el techo de la escalera; siendo su autor originario de esta población. Presenta escenas de labrado de la tierra, peregrinaciones, bailables, fundación del pueblo y personajes destacados del lugar, como el insurgente José Ma. González Hermosillo ( llamada en su honor Hermosillo, la capital de Sonora) y Alfredo R. Placencia,  poeta  y sacerdote.
Literatura y Poesía: Del género literario, destacan las composiciones del poeta Alfredo R. Placencia tituladas “El Cristo de Temaca”, “Ciego Dios” y “Mi Cristo de Cobre”.
La madera incrustada o "taraceada" es una artesanía que se realiza en Jalostotitlán desde hace siglos, hoy en día se elabora en los talleres de Francisco y Silvano Aguirre y de Saturnino Muñoz. Es un oficio minucioso, prueba a la delicadeza y finura de la mano del artesano que ahueca la piel de la caoba o el sabino, y después la tatúa con pequeños dibujos de copalillo y naranjo. Se fabrican muebles, marcos, cofres, petaquillas entre infinidad de cosas.

## Carnaval de Jalostotitlán
El carnaval de "Jalos" es uno de los carnavales de mayor importancia en el estado de Jalisco. Originado en el Siglo XVI es tan viejo como los asentamientos españoles en la región. Consta de varios eventos a lo largo de los diez días previos al Miércoles de Ceniza. Entre dichos eventos encontramos presentaciones de varios artistas de fama nacional e internacional en el teatro del pueblo, vuelo de globo aerostático y show aéreo de ultraligeros, así como otros eventos culturales, corridas de Toros. El último fin de semana del carnaval (viernes a martes), se colocan, en el centro histórico de la ciudad, las "Terrazas", que son locales con barra donde la gente se sienta a comer, disfrutar de un trago, del mariachi y de la banda. Existe mucha participación de parte de los paisanos que visitan de nuevo su tierra, principalmente procedentes de Estados Unidos. Esta festividad ha adquirido mayor importancia con el paso del tiempo, logrando que asistan personas de todas partes de México.
- Fiesta en honor de la Virgen de la Asunción. Del 1 al 16 de agosto. Durante siglos la celebración más importante es La quincena a la Virgen de la Asunción, inicia con la llegada de la Virgen peregrina, que llega desde Guadalajara, para estar con su pueblo. La fiesta se nota por los adornos del templo, el nuevo vestido que porta la virgen y las composturas. El día último del mes de julio se realiza la colocación de la Imagen de la Virgen en su lugar de las fiestas; Durante el quincenario las peregrinaciones de gremios y campesinos se realizan día a día. El Castillo y la pirotecnia toma lugar al terminar el teatro de pueblo en el atrio parroquial. Por la tarde del 15 de agosto la Virgen de la Asunción pasea por las calles principales del pueblo que nomas de verla sus hijos avanzan siguiendo en procesión, al llegar al atrio se celebra la misa. El día 16 los hijos peregrinos dan gracias a la virgen por dejarlos visitar su pueblo una vez más. terminando con el Paseo de Pueblo

- Fiesta en honor de la Virgen de Guadalupe. Del 9 al 12 de octubre.

## Deporte

### Fútbol
El municipio de Jalostotitlán cuenta con un equipo de fútbol profesional en tercera división de la liga mexicana, Este equipo es el Club Deportivo de los Altos, cuya cancha sede es la Unidad Deportiva "Solidaridad" en la cabecera Municipal. También se cuenta con una liga Municipal que consta de 3 divisiones A, B y C. a esto se le suman las ligas de fútbol rápido y otros torneos pequeños.

### Béisbol
Existe la academia de Béisbol "Charros de Jalisco" equipo de la Liga Mexicana del Pacífico, aquí se enseña a niños hasta la edad de 22 años, existe una liga Municipal de Béisbol inexperta, y también el municipio participa en la Liga Regional Alteña.

### Toreo

#### Plaza de toros Fermín Espinoza "Armillita"
La Plaza de Toros Fermín Espinoza "Armillita", construida en 1972 por iniciativa de un grupo de aficionados y que se inauguró el 4 de marzo de 1973, es uno de los principales atractivos de la ciudad de Jalostotitlán. Se considera la segunda en importancia de Jalisco, y la undécima a nivel nacional; tiene capacidad para 6,500 espectadores. El edificio ha tenido dos reconstrucciones importantes: una en 1990, en la que se añadió el portal interior del lado del sol, y otra en 2000, cuando que se construyó el balcón a corrales y las fachadas de la parte de sol como la de sombra.